# Giuseppe Wilson
Joseph Wilson, también conocido en Italia como Giuseppe «Pino» Wilson (pronunciación en italiano: /dʒuˈzɛppe ˈwilson/) (Darlington, Reino Unido, 27 de octubre de 1945-Roma, Italia, 6 de marzo de 2022) fue un futbolista y comentarista deportivo angloitaliano. En su etapa como jugador profesional se desempeñaba como líbero.

## Biografía
Fue hijo de un soldado inglés y una italiana. Aunque nació en Inglaterra, vivió en Nápoles (ciudad natal de su madre) desde la infancia. 
En 1980, estuvo involucrado en el escándalo de corrupción del fútbol italiano conocido como Totonero, tras lo cual fue detenido junto con sus compañeros Bruno Giordano, Lionello Manfredonia y Massimo Cacciatori. Tras haber sido inhabilitado para jugar al fútbol durante tres años, decidió retirarse.
Participó diariamente como comentarista deportivo en los programas de la estación de radio Radiosei, principalmente en la emisión matutina Buongiorno Capitano, con Roberto Bastanza y Gianluca La Penna.
En 2013, el periodista deportivo Vincenzo Di Michele escribió la biografía de Wilson, titulada Pino Wilson. Vero capitano d'altri tempi.
Falleció el 6 de marzo de 2022 en Roma, a causa de un accidente cerebrovascular.

## Selección nacional
A pesar de haber nacido en Inglaterra, fue internacional con la selección italiana en tres ocasiones. Formó parte del plantel italiano que disputó la Copa del Mundo de 1974.

### Participaciones en Copas del Mundo
| Mundial                        | Sede             | Resultado      | Partidos | Goles |
| ------------------------------ | ---------------- | -------------- | -------- | ----- |
| Copa Mundial de Fútbol de 1974 | Alemania Federal | Fase de grupos | 2        | 0     |

## Clubes
| Club                       | País           | Año       |
| -------------------------- | -------------- | --------- |
| Dopolavoro Cirio           | Italia         | 1962-1964 |
| Internapoli FC             | Italia         | 1964-1969 |
| SS Lazio                   | Italia         | 1969-1980 |
| → New York Cosmos (cedido) | Estados Unidos | 1978      |

## Palmarés

### Campeonatos nacionales
| Título                       | Club            | País           | Año  |
| ---------------------------- | --------------- | -------------- | ---- |
| Serie D                      | Internapoli FC  | Italia         | 1967 |
| Serie A                      | SS Lazio        | Italia         | 1974 |
| North American Soccer League | New York Cosmos | Estados Unidos | 1978 |

### Distinciones individuales
| Distinción                    | Año  |
| ----------------------------- | ---- |
| Mejor defensa del Soccer Bowl | 1978 |